# Un seul bras les tua tous
Série Le Sabreur manchot
Le Bras de la vengeance
(1969)
Pour plus de détails, voir Fiche technique et Distribution.
Un seul bras les tua tous (en chinois : 独臂刀 ; pinyin : Dubei dao) est un film hongkongais réalisé par Chang Cheh, sorti en 1967. C'est le premier volet de la trilogie Le Sabreur manchot.

## Synopsis
Fang Gang, fils du serviteur dévoué Fang Cheng, est élevé, à la mort de son père, par son maître Qi Ru-feng qui le considère comme son propre fils. Alors qu'il doit lui succéder, Fang Gang éveille la jalousie de la fille de son maître qui le provoque en duel et lui tranche un bras par traîtrise. Fang Gang se réfugie chez une fermière, laissant de côté les arts martiaux jusqu'à ce qu'il apprenne que son maître est menacé.

## Fiche technique
- Titre : Un seul bras les tua tous
- Titre original : 独臂刀, Dubei dao
- Titre anglais : The One-Armed Swordsman
- Réalisation : Chang Cheh
- Scénario : Chang Cheh et Ni Kuang
- Société de production : Shaw Brothers
- Pays d'origine : Hong Kong
- Format : Couleurs - 2,35:1 - Mono - 35 mm
- Genre : Wu Xia Pian
- Durée : 111 minutes
- Dates de sortie :

 Hong Kong : 26 juillet 1967
 France : 3 juillet 1974

## Distribution
- Jimmy Wang Yu : Fang Gang
- Chiao Chiao : Hsiao Man
- Tien Feng :  Qi Ru-feng, un maitre d'arts martiaux se reposant sur ses lauriers
- Huang Chung-hsin : Wei Hsuan
- Yang Chih-ching : un maitre d'arts martiaux astucieux
- Pan Yin-tze : Qi Pei-er, fille de Qi Ru-feng, une mijaurée
- Ku Feng : Fang Cheng, un serviteur fidèle
- Tang Chia : Ding Peng
- Liu Chia-Liang : Ba Shuang
- Chen Yan-yan : madame Qi
- Tsang Choh-lam : un serveur
- Yuen Woo-ping : un disciple de Qi Ru-feng

## Autour du film
The Blade (Dao, 刀), remake réalisé par Tsui Hark, sorti en 1995 à Hong-Kong et en 1997 en France.
La musique du film est reprise de La Bataille de la vallée du diable, western de Ralph Nelson sorti l'année précédente.

## La trilogieLe Sabreur Manchot
- 1967 : Un seul bras les tua tous (Du bei dao) de Chang Cheh
- 1969 : Le Bras de la vengeance (Du bei dao wang) de Chang Cheh
- 1971 : La Rage du tigre (Xin du bi dao) de Chang Cheh